# オヤカタくん
オヤカタくん（1985年12月25日 - ）は日本のお笑い芸人（ピン芸人）である。TikTokerやYouTuberとしても活動している。埼玉県出身。本名、椛島敦（かばしま あつし）。

## 来歴
- 芸人になる前は埼玉県の工事現場の親方として働いていたが、芸人をしたくて2008年に東京NSCに14期生として入学[1]。
- 2011年から2012年まで相方のけんぞうと組んだ「スーパーギャルズ」（のちに「おくとぱす85」に改名）では宮城県の住みます芸人としても活動していた[2][3][4]。
- 2018年には元サムタイムズの井上彩輝とのコンビ「ずんだモーニング」でM-1グランプリ2018に出場[5]。
- ピン芸人としてはお笑いライブ等で主に親方時代の体験談を元にしたネタを披露したが、全くウケていなかったと本人が語っている[6]。
- 2019年にTikTokの動画を投稿した所突然バズり、現在は人気ティックトッカーとしても活動している[7]。
- 2020年にYouTubeチャンネルを開設した[8]。

## 人物
普通自動車第一種運転免許、中型自動車第一種運転免許、大型自動車第一種運転免許、原動機付自転車運転免許、乙種第4類危険物取扱者免状を持っており、酸素欠乏・硫化水素危険作業主任者と小型移動式クレーン運転者（5トン未満）の技能講習、高所作業車運転者（10m未満）と小型車両系建設機械運転者（整地・運搬・積込み用及び掘削用）の特別教育を修了している。

## 出演

### テレビ
- じっくり聞いタロウ〜スター近況（秘）報告〜（テレビ東京）
- さんまのお笑い向上委員会（フジテレビ）
- ニューヨークと蛙亭のキット、くる!!（テレビ神奈川）

### CM
- 除菌スプレーコロブロック
- 株式会社秀久